# ديسينتيس (سويسرا)
ديسينتيس (بالفرنسية: Disentis)‏ هي بلدية تقع في سويسرا في كانتون غراوبوندن.

## المناخ
يظهر الجدول التالي التغييرات المناخية على مدار السنة لديسينتيس:
| البيانات المناخية لـديسينتيس       | البيانات المناخية لـديسينتيس | البيانات المناخية لـديسينتيس | البيانات المناخية لـديسينتيس | البيانات المناخية لـديسينتيس | البيانات المناخية لـديسينتيس | البيانات المناخية لـديسينتيس | البيانات المناخية لـديسينتيس | البيانات المناخية لـديسينتيس | البيانات المناخية لـديسينتيس | البيانات المناخية لـديسينتيس | البيانات المناخية لـديسينتيس | البيانات المناخية لـديسينتيس | البيانات المناخية لـديسينتيس |
| الشهر                              | يناير                        | فبراير                       | مارس                         | أبريل                        | مايو                         | يونيو                        | يوليو                        | أغسطس                        | سبتمبر                       | أكتوبر                       | نوفمبر                       | ديسمبر                       | المعدل السنوي                |
| ---------------------------------- | ---------------------------- | ---------------------------- | ---------------------------- | ---------------------------- | ---------------------------- | ---------------------------- | ---------------------------- | ---------------------------- | ---------------------------- | ---------------------------- | ---------------------------- | ---------------------------- | ---------------------------- |
| متوسط درجة الحرارة الكبرى °م (°ف)  | 2.3 (36.1)                   | 3.1 (37.6)                   | 6.8 (44.2)                   | 10.4 (50.7)                  | 15.3 (59.5)                  | 18.9 (66.0)                  | 21.4 (70.5)                  | 20.5 (68.9)                  | 16.7 (62.1)                  | 12.9 (55.2)                  | 6.2 (43.2)                   | 2.9 (37.2)                   | 11.5 (52.7)                  |
| المتوسط اليومي °م (°ف)             | −1.4 (29.5)                  | −1.1 (30.0)                  | 2.0 (35.6)                   | 5.4 (41.7)                   | 10.0 (50.0)                  | 13.2 (55.8)                  | 15.5 (59.9)                  | 14.9 (58.8)                  | 11.6 (52.9)                  | 8.0 (46.4)                   | 2.4 (36.3)                   | −0.5 (31.1)                  | 6.7 (44.1)                   |
| متوسط درجة الحرارة الصغرى °م (°ف)  | −4.6 (23.7)                  | −4.6 (23.7)                  | −1.8 (28.8)                  | 1.3 (34.3)                   | 5.6 (42.1)                   | 8.3 (46.9)                   | 10.6 (51.1)                  | 10.5 (50.9)                  | 7.5 (45.5)                   | 4.4 (39.9)                   | −0.6 (30.9)                  | −3.5 (25.7)                  | 2.8 (37.0)                   |
| الهطول مم (إنش)                    | 68 (2.7)                     | 58 (2.3)                     | 68 (2.7)                     | 84 (3.3)                     | 115 (4.5)                    | 106 (4.2)                    | 112 (4.4)                    | 121 (4.8)                    | 114 (4.5)                    | 88 (3.5)                     | 99 (3.9)                     | 66 (2.6)                     | 1٬101 (43.3)                 |
| متوسط تساقط الثلوج سم (إنش)        | 81.1 (31.9)                  | 71.3 (28.1)                  | 54.6 (21.5)                  | 37.9 (14.9)                  | 9 (3.5)                      | 0.8 (0.3)                    | 0 (0)                        | 0 (0)                        | 1 (0.4)                      | 11.6 (4.6)                   | 51 (20)                      | 63.4 (25.0)                  | 381.7 (150.3)                |
| متوسط أيام هطول الأمطار (≥ 1.0 mm) | 8.4                          | 7.8                          | 9.3                          | 8.9                          | 11.8                         | 11.9                         | 11.4                         | 12.5                         | 9.5                          | 8.8                          | 9.4                          | 9.0                          | 118.7                        |
| متوسط الأيام المثلجة (≥ 1.0 cm)    | 10.2                         | 9.6                          | 8.2                          | 5.4                          | 1.1                          | 0.2                          | 0                            | 0                            | 0.1                          | 1.3                          | 6.9                          | 9.1                          | 52.1                         |
| متوسط الرطوبة النسبية (%)          | 68                           | 67                           | 67                           | 66                           | 67                           | 69                           | 69                           | 72                           | 73                           | 71                           | 73                           | 71                           | 69                           |
| ساعات سطوع الشمس الشهرية           | 87                           | 98                           | 131                          | 130                          | 143                          | 167                          | 195                          | 181                          | 154                          | 120                          | 79                           | 73                           | 1٬557                        |
| المصدر: MeteoSwiss                 |                              |                              |                              |                              |                              |                              |                              |                              |                              |                              |                              |                              |                              |

## معرض صور

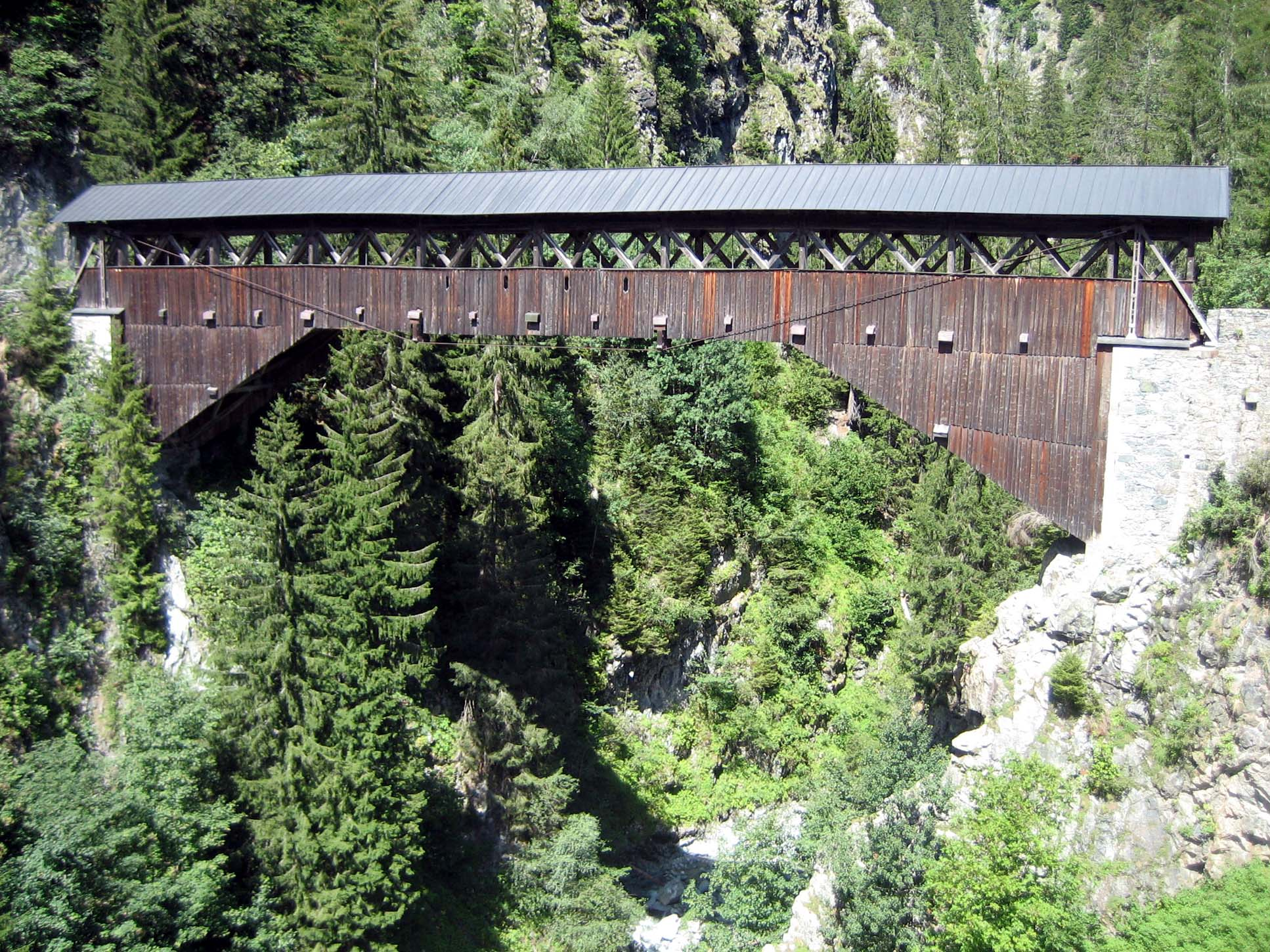
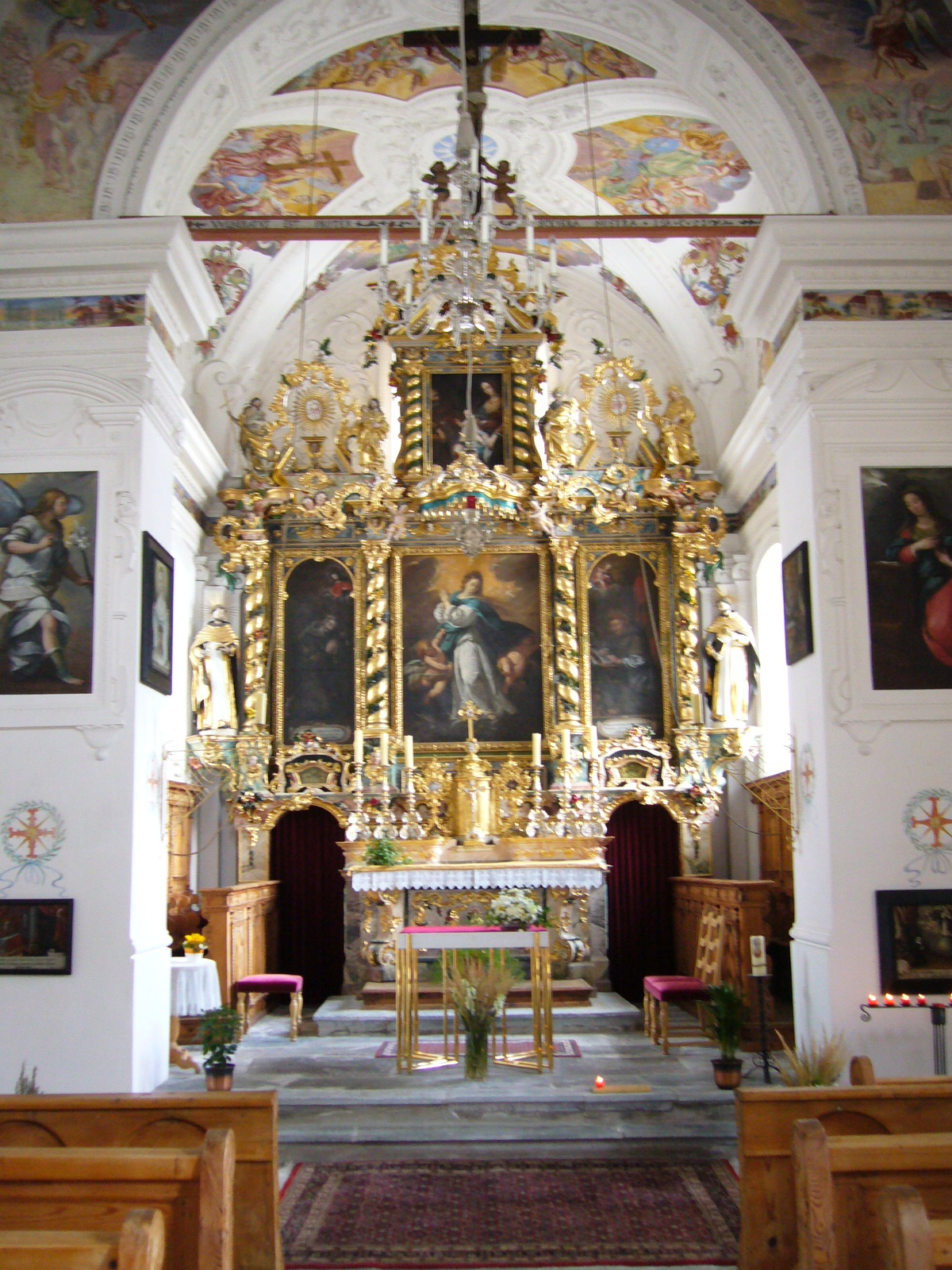
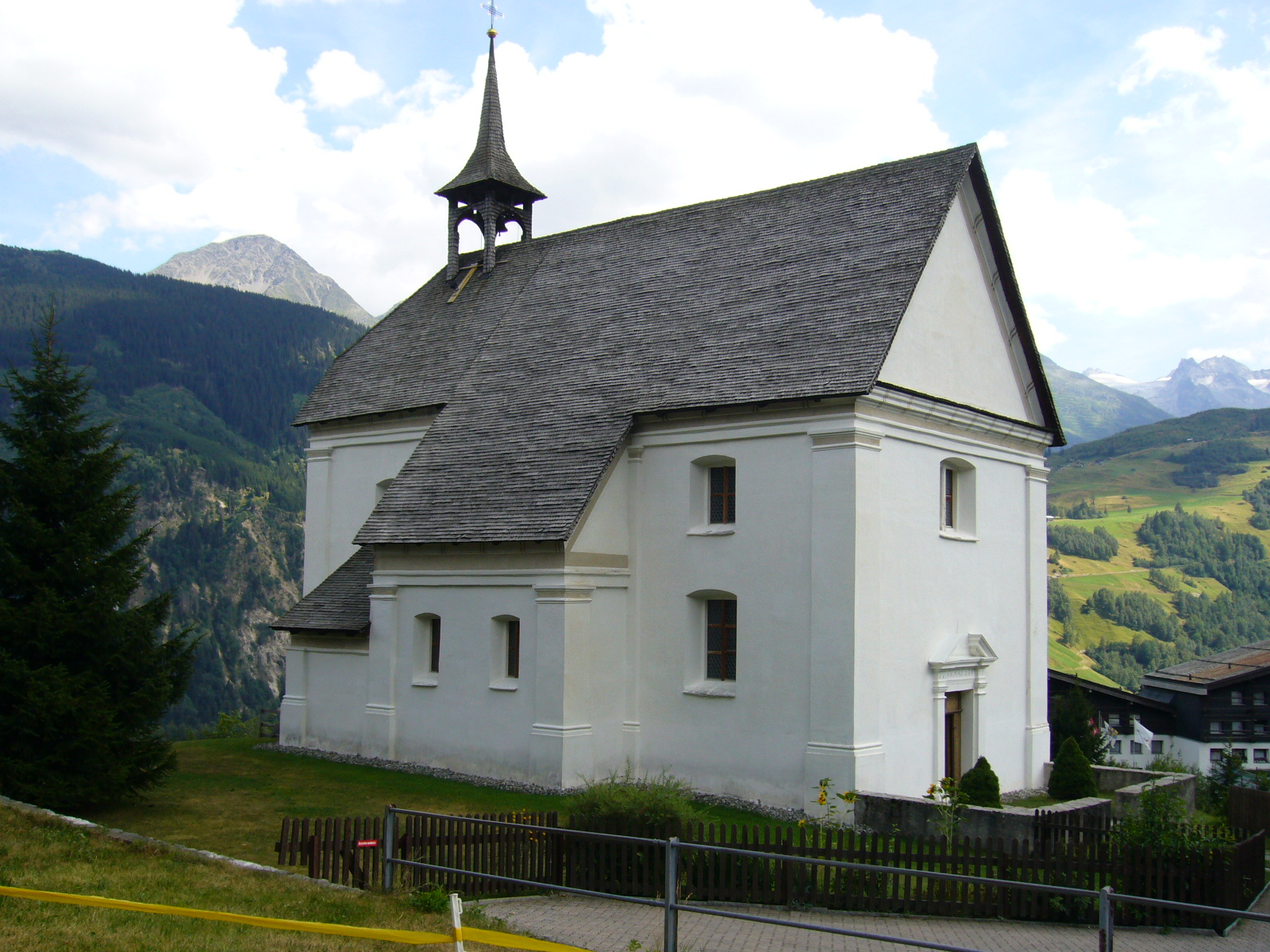
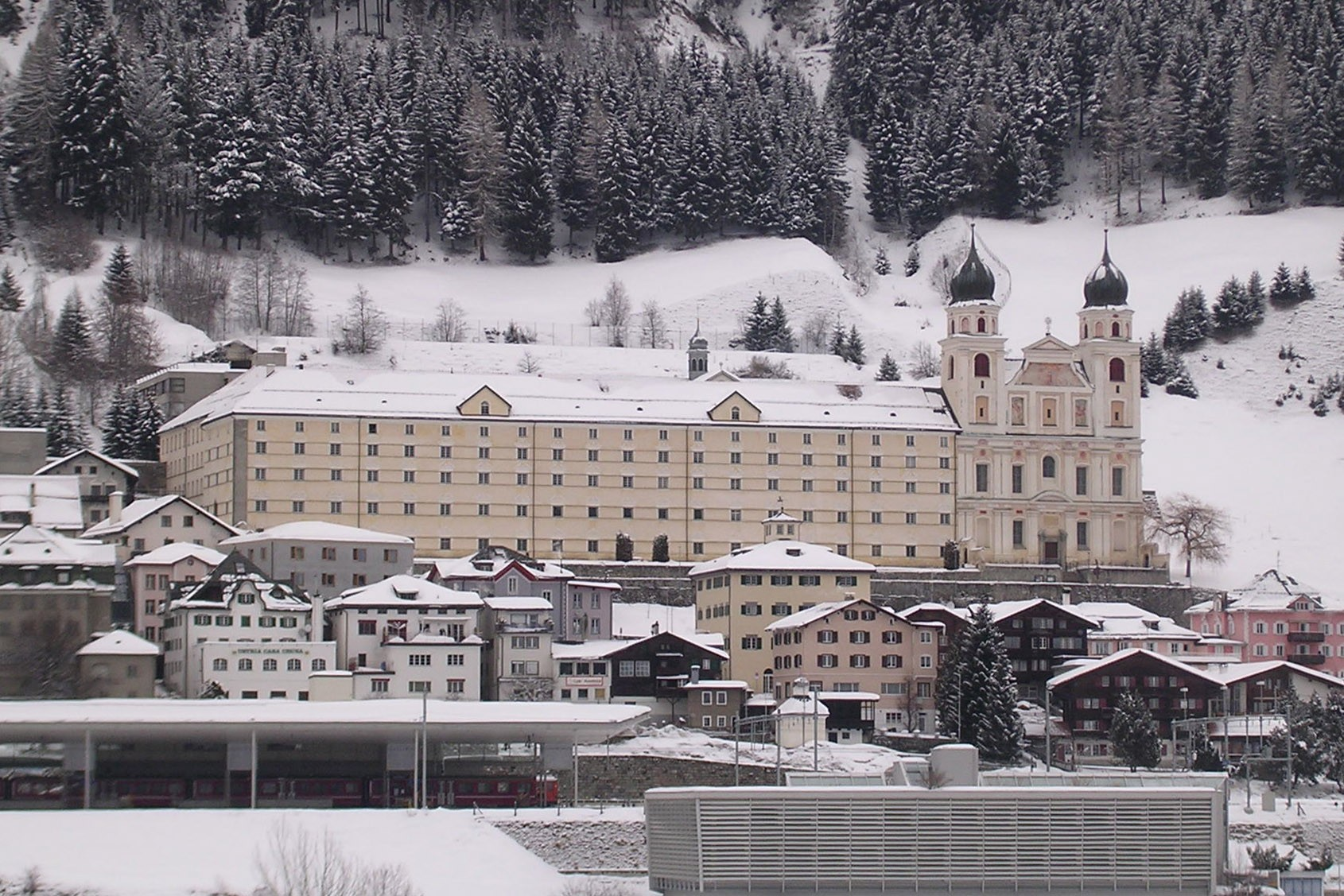